# Inițiativa federală populară „Împotriva imigrației în masă”
Inițiativa federală populară „Împotriva imigrației în masă” (germană  Eidgenössische Volksinitiative "Gegen Masseneinwanderung", franceză  Initiative populaire « Contre l'immigration de masse », italiană  Iniziativa popolare "Contro l'immigrazione di massa") este o inițiativă populară elvețiană, acceptată de populație la 9 februarie 2014.

## Conținut
A fost orientată împotriva directivei 2004/38/EC cu privire la dreptul de liberă circulație și ședere, propunând adăugarea unui articol 121a la Constituția federală, care să preveadă limitarea imigrației prin intermediul fixării unor cote anuale, în funcție de necesitățile economiei, „din respect față de principiul preferinței naționale”, așa cum a fost cazul în perioada predecesoare tratatelor bilateriale dintre Elveția și Uniunea Europeană. Propunerea a fost lansată de Partidul Poporului, un partid elvețian conservator, și s-a bucurat de acceptul majorității electoratului (50.3%, cu o diferență de 19.526 de voturi) și majoritatea cantoanelor (12 cantoane și 5 jumătăți, dintr-un total de 23).

## Rezultate
Adusă la vot la 9 februarie 2014, inițiativa a fost acceptată de 12 5/2 cantoane și de către 50,34% dintre sufragiile exprimate, cu o diferență de 19.516. Tabelul de mai jos detaliază rezultatele pentru fiecare canton în parte:

## Reacții

### Uniunea Europeană
Comisia Europeană a declarat că „regretă că inițiativa pentru introducerea cotelor privind imigrația a trecut prin acest vot” și vor analiza situația creată în relațiile Uniunii Europene cu Elveția. Comisarul european pentru Justiție, Viviane Reding a declarat că rezultatul referendumului poate afecta accesul Elveției la Piața Unică Europeană, spunând că „Piața Unică nu este un șvaițer”.